# Tiefenort
Tiefenort – dzielnica miasta Bad Salzungen w Niemczech, w kraju związkowym Turyngia, w powiecie Wartburg.  
Do 5 lipca 2018 jako samodzielna gmina pełniąca funkcję "gminy realizującej" (niem. "erfüllende Gemeinde") dla gminy wiejskiej Frauensee.
Przez dzielnicę przebiega szlak rowerowy doliny Werry.

## Zabytki

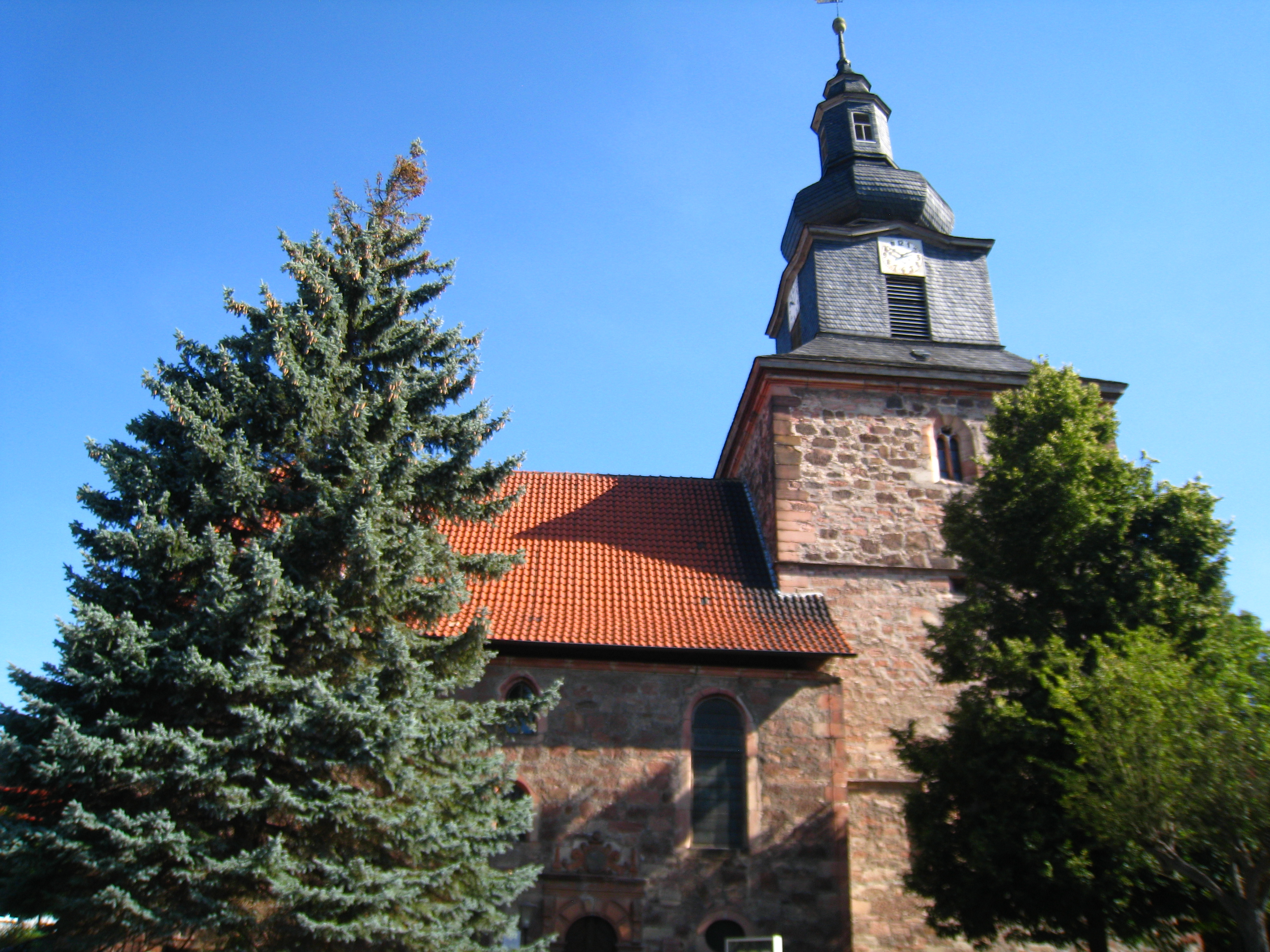
Peterkirche

- XII-wieczny kościół Peterskirche. Wieża kościoła dobudowana w 1521 roku. Około 1630 dodano renesansowy portal.

## Współpraca
Miejscowości partnerskie:
- Mühlheim am Main, Hesja
- Rheinböllen, Nadrenia-Palatynat
- Schenklengsfeld, Hesja